# Flowers from Heaven
Flowers from Heaven is het vierde studioalbum van de Franse toetsenist Cyrille Verdeaux. Het album werd uitgebracht door Clearlight in 2007. Leah Davis, Frances Key en Gunnar Amundsen zijn te horen op dit album.

## Nummers
1. Soft Pulsation
2. Anatole
3. Chronos
4. Chopinade
5. Hawaiian Guitar
6. Le Petit Train
7. Movement Perpetual
8. Orthodox Monks Saga
9. The Keys of Enoch
10. Emumelody
11. Coca Smile
12. Canon de Verdeaux
13. Orgue a Eau
14. Grand Finale

Chakra 1: Ethnicolor's ·
Chakra 2: Journey to Tantraland ·
Chakra 3: Solar Transfusion ·
Chakra 4: Flowers from Heaven ·
Chakra 5: Rhapsodies pour la planète bleue ·
Chakra 6: Piano for the Third Ear ·
Chakra 7: Nocturnes digitales